# Luke (álbum)
Luke es el tercer álbum en solitario del guitarrista estadounidense Steve Lukather, lanzado a través de Columbia Recordsen 1997. Fue un álbum muy diferente y más introspectivo que los anteriores dos álbumes en solitario. El álbum es una colección concentrada de muchas de las influencias musicales Lukather, y que deliberadamente salen en el álbum.

## Historia
Luke es un álbum experimental, y como Candyman se registró principalmente en sesiones en vivo con mezcla de sonido mínima y procesamiento después. Luke también cuenta con instrumentación no escuchada en los anteriores álbumes de Lukather, tales como el pedal steel, armónicas, mellotrones, y la guitarra experimental, bajo y sonidos de batería.
La versión de EE. UU. del disco incluye una versión de la canción de Jeff Beck "The Pump". La canción "Hate Everything About U" fue lanzado como sencillo. El disco también fue lanzado cocmo vinilo promocional que contiene los temas: "Broken Machine", "Hate Everything About U", "Reservations To Live (The Way It Is)" y "Always Be There For Me".

## Lista de canciones de la giraLuke World Tour
El Luke World Tour que se desarrolló en Europa durante el año 1997. En esta gira se tocaron canciones de los álbumes Candyman y Luke, además de tributos a su banda Los Lobotomys y a los músicos Jimi Hendrix y Jeff Beck.
1. "Love The Things You Hate"
2. "Tears Of My Own Shame"
3. "The Pump" (Tributo a Jeff Beck)
4. "Don't Hang Me On"
5. "Hate Everything About U"
6. "The Real Truth"
7. "Extinction Blues"
8. "Smell Yourself" (Tributo a Los Lobotomys)
9. "Red House" (Tributo a Jimi Hendrix)

## Pistas

### Disco
| Edición internacional |                                        |                                |          |  |
| N.º                   | Título                                 | Escritor(es)                   | Duración |  |
| 1.                    | «The Real Truth»                       | Steve Lukather, Fee Waybill    | 5:10     |  |
| 2.                    | «Broken Machine»                       | Steve Lukather, Phil Soussan   | 4:54     |  |
| 3.                    | «Tears Of My Own Shame»                | Steve Lukather, Phil Soussan   | 5:38     |  |
| 4.                    | «Love The Things You Hate»             | Steve Lukather, Phil Soussan   | 5:44     |  |
| 5.                    | «Hate Everything About U»              | Steve Lukather, Rodney Crowell | 5:56     |  |
| 6.                    | «Reservations To Live (The Way It Is)» | Steve Lukather, Fee Waybill    | 4:49     |  |
| 7.                    | «Don't Hang Me On»                     | Steve Lukather, Phil Soussan   | 4:40     |  |
| 8.                    | «Always Be There For Me»               | Steve Lukather                 | 5:39     |  |
| 9.                    | «Open Your Heart»                      | Steve Lukather, Randy Goodrum  | 4:27     |  |
| 10.                   | «Bag O' Tales»                         | Steve Lukather, Phil Soussan   | 5:50     |  |
| 11.                   | «Bluebird»                             | Stephen Stills                 | 6:43     |  |
| 59:28                 |                                        |                                |          |  |

| Edición estadounidense |                                                                       |                            |          |  |
| N.º                    | Título                                                                | Escritor(es)               | Duración |  |
| 12.                    | «The Pump» (En vivo desde Stuttgart, Alemania el 30 de junio de 1997) | Simon Phillips, Tony Hymas | 9:34     |  |
| 1:09:01                |                                                                       |                            |          |  |

### Vinilo
| Edición internacional |                                        |                                |          |  |
| N.º                   | Título                                 | Escritor(es)                   | Duración |  |
| 1.                    | «Broken Machine»                       | Steve Lukather, Phil Soussan   | 4:54     |  |
| 2.                    | «Hate Everything About U»              | Steve Lukather, Rodney Crowell | 5:56     |  |
| 3.                    | «Reservations To Live (The Way It Is)» | Steve Lukather, Fee Waybill    | 4:49     |  |
| 4.                    | «Always Be There For Me»               | Steve Lukather                 | 5:39     |  |
| 21:18                 |                                        |                                |          |  |

## Músicos
- Steve Lukather: Voz, guitarra eléctrica, guitarra acústica, teclados, piano eléctrico Wurlitzer, mellotron, sitar eléctrico, coros.
- Gregg Bissonette: Batería, percusión.
- John Pierce: Bajo.
- Jim Cox: Teclado Hammond, piano eléctrico Wurlitzer, piano rhodes.
- Phil Soussan: Bajo, coros.
- Maxie Anderson: Coros.
- Alfie Silas Duno: Coros.
- J.D. Maness: Guitarra acústica con pedal.
- Pino Palladino: Bajo.
- David Paich: Teclado Hammond, piano eléctrico Wurlitzer.
- Brett Tuggle: Teclados.